# Schwedische Badmintonmeisterschaft 1969
Die Schwedische Badmintonmeisterschaft 1969 fand in Stockholm statt. Es war die 33. Austragung der nationalen Titelkämpfe im Badminton in Schweden.

## Titelträger
| Disziplin    | Sieger                                             |
| ------------ | -------------------------------------------------- |
| Herreneinzel | Kurt Johnsson Hisingen                             |
| Dameneinzel  | Eva Twedberg MAI                                   |
| Herrendoppel | Willy Lund Göran Wahlqvist MAI                     |
| Damendoppel  | Ann-Christine Rosenquist Eva Twedberg BMK Aura MAI |
| Mixed        | Göran Wahlqvist Eva Twedberg MAI                   |